# Livia Raimondi
Livia Raimondi, née Malfatti, morte à Florence après 1814, est une ballerine italienne qui fut la maîtresse du futur empereur du Saint-Empire romain germanique, Léopold de Habsbourg-Lorraine.

## Biographie
Le père de Raimondi travaillait autrefois comme domestique à Albano Laziale. Elle fit ses débuts sur scène en tant que ballerine à Pise, mais était décrite comme plus belle que talentueuse dans cet art, et pouvait même être huée par le public. Un jour, son père et elle demandèrent une audience à Léopold, qui était alors grand-duc de Toscane, pour faire cesser ces huées du public. Léopold en fit alors sa maîtresse et l'emmena avec lui à son retour dans sa capitale, Florence.
La liaison a duré de 1786 à 1790. Elle a vécu dans un petit palais sur la piazza San Marco à Florence, la palazzina della Livia que Léopold avait fait aménager pour elle. En fait, le bâtiment avait été érigé en 1775-1778, et il a été nommé ensuite palazzina della Livia d'après elle. Léopold lui rendait visite tard dans la soirée, lorsque ses fonctions officielles étaient terminées. Livia Raimondi n'était pas la seule maîtresse de Léopold, mais elle était l'une des plus célèbres avec Lady Anna Gore Cowper. Le couple a également eu un enfant: Luigi von Grunn ou Ludwig von Grünn (1788-1814). L'épouse de Léopold, Marie-Louise (1745-1792), qui lui donna seize enfants, ne montrait aucune insatisfaction ouverte : elle avait l'habitude de dire à ses enfants qu'ils devaient saluer poliment tous les enfants qui les accueillaient dans la rue, car cela pouvait être leurs frères et sœurs.
En 1790, Léopold succède à son frère comme empereur d'Autriche et s'installe à Vienne. Il a envoyé chercher Livia Raimundi et son fils, mais quand ils sont arrivés, elle a découvert qu'il l'avait remplacée par une comtesse de Bohême. Elle a demandé la permission de retourner en Toscane, mais n'a pas eu le temps de le faire avant la mort de Léopold en 1792. Son fils et successeur, François, l'a alors privée de la garde de son fils et lui a promis une pension à condition qu'elle et sa famille vivent en dehors de l'Autriche. Elle est ensuite retournée à Florence, où elle s'est finalement mariée. À la mort de son fils des suites d'une pneumonie en 1814, elle réussit à réclamer une part de son héritage.